# На рубу памети (ТВ филм из 1981)
„На рубу памети” је југословенска ТВ драма из 1981. године. Режирао ју је Славољуб Стефановић Раваси а сценарио је написала Вера Црвенчанин по истоименом роману Мирослава Крлеже.

## Улоге
| Глумац                   | Улога |
| ------------------------ | ----- |
| Радмила Андрић           |       |
| Стојан Столе Аранђеловић |       |
| Павле Богатинчевић       |       |
| Михаило Миша Јанкетић    |       |
| Ђорђе Јелисић            |       |
| Ксенија Јовановић        |       |
| Мирјана Коџић            |       |
| Петар Краљ               |       |
| Предраг Лаковић          |       |
| Васа Пантелић            |       |
| Бранка Петрић            |       |

Остале улоге ▼
| Глумац              | Улога |
| ------------------- | ----- |
| Никола Симић        |       |
| Олга Спиридоновић   |       |
| Љуба Тадић          |       |
| Предраг Тасовац     |       |
| Јосиф Татић         |       |
| Марко Тодоровић     |       |
| Власта Велисављевић |       |
| Михајло Викторовић  |       |
| Милош Жутић         |       |